# 雷明登673步槍
雷明登673步槍（英語：Remington Model 673）是雷明登武器公司在2003年提出，2004年中止製作的一种手動步槍，它是雷明登600步槍和雷明登660步槍的升級版本。